# Liste der Kulturdenkmale in Gardelegen
In der Liste der Kulturdenkmale in Gardelegen sind alle  Kulturdenkmale der Gemeinde Gardelegen und ihrer Ortsteile aufgelistet. Grundlage ist das Denkmalverzeichnis des Landes Sachsen-Anhalt, das auf Basis des Denkmalschutzgesetzes des Landes Sachsen-Anhalt vom 21. Oktober 1991 durch das Landesamt für Denkmalpflege und Archäologie Sachsen-Anhalt erstellt und dem Denkmalatlas des Geodatenportals Sachsen-Anhalt (Stand: 30. November 2023).

## Kulturdenkmale nach Ortsteilen

### HansestadtGardelegen

#### Denkmalbereiche
| Lage | Bezeichnung | Beschreibung | Erfassungs- nummer | Ausweisungsart                                | Bild       |
| --- | ----------- | ------------ | ------------------ | --------------------------------------------- | ---------- |
| Am Aschberg 1, 2, 3, 4, 5, 6, 7, 8, 9, 10, 11, 12, 13, 14, 15, 16, 17, 18, 19, 21, 23, 25, 27, 29, 31 (Karte)       | Straßenzug  |              | 094 86816          | Denkmalbereich                                | BW         |
| Baderstraße 1, 2, 3, 4, 5, 6, 8, 10, 12 (Karte)                                                                     | Straßenzug  |              | 094 86817          | Denkmalbereich                                | BW         |
| Burgstraße 1, 2, 3, 4, 5, 6, 7, 8, 9, 10, 11, 12, 13, 14, 15, 16, 17, 18, 19, 20, 21, (Karte)                       | Straßenzug  | Straßenzug   | 094 86491 003      | Teilobjekt eines Denkmalbereichs              | BW         |
| Ernst-Thälmann-Straße 1, 2, 3, 4, 5, 6, 7, 8, 9, 10, 11, 12, 13, 14, 15, 16, 17, 18, 19, 20, 21, 22 (Karte)         | Straßenzug  | Straßenzug   | 094 86491 004      | Teilobjekt eines Denkmalbereichs              | Straßenzug |
| Goldener Ring 1, 2, 3, 4, 5, 6, 7, 13, 14, 15, 16, 17, 18, 19, 20 (Karte)                                           | Straßenzug  | Straßenzug   | 094 86491 005      | Teilobjekt eines Denkmalbereichs              | BW         |
| Heldenstraße 1, 2, 3, 4, 5 (Karte)                                                                                  | Straßenzug  | Straßenzug   | 094 86491 006      | Teilobjekt eines Denkmalbereichs - Baudenkmal | BW         |
| Holzmarkt 1, 2, 3, 4, 5, 6, 7, 8, 9, 10, 11, 13, 14, 15, 16, 17, 18, 19, 20, 21, 22, (Karte)                        | Marktplatz  | Marktplatz   | 094 86491 007      | Teilobjekt eines Denkmalbereichs              | BW         |
| Klingberg 1, 2, 3, 4, 5, 6, 7, 8, 9, 10, 11, 12, 13, 14, 15, 16, 17, 18, 19, 20, 21, 22 (Karte)                     | Straßenzug  | Straßenzug   | 094 86491 008      | Teilobjekt eines Denkmalbereichs              | BW         |
| Marienkirchhof 1, 2, 3, 4, 5 (Karte)                                                                                | Straßenzug  |              | 094 86824          | Denkmalbereich                                | BW         |
| Marktstraße 1, 2, 3, 4, 5, 6, 7, 8, 9, 10, 11, 12 (Karte)                                                           | Straßenzug  | Straßenzug   | 094 86491 009      | Teilobjekt eines Denkmalbereichs              | Straßenzug |
| Nicolaistraße 1, 2, 3, 4, 5, 6, 7, 8, 9, 10, 11, 12, 13, 14, 15, 16, 17, 18, 19, 20, 21 (Karte)                     | Straßenzug  | Straßenzug   | 094 86491 010      | Teilobjekt eines Denkmalbereichs              | BW         |
| Oelstraße 1, 2, 3, 4, 5, 6, 7, 8, 9, 10, 11, 12, 13, 14, 15, 16, 17, 18, 19, 20, 21, 23 (Karte)                     | Straßenzug  | Straßenzug   | 094 86491 011      | Teilobjekt eines Denkmalbereichs              | BW         |
| Philipp-Müller-Straße 1, 2, 3, 4, 5, 6, 7, 8, 9, 10, 11, 12, 13, 14, 15, 16, 17, 18, 20, 22, 24 (Karte)             | Straßenzug  | Straßenzug   | 094 86491 012      | Teilobjekt eines Denkmalbereichs              | BW         |
| Priesterstraße 1, 2, 3, 4, 5, 6, 7, 8, 9, 10, 11, 12, 13, 14, 15, 16 (Karte)                                        | Straßenzug  | Straßenzug   | 094 86491 013      | Teilobjekt eines Denkmalbereichs              | BW         |
| Rathausplatz 1, 2, 3, 4, 5, 6, 10, 14, 15, 16, 17, 18, 19 (Karte)                                                   | Platz       | Platz        | 094 86491 014      | Teilobjekt eines Denkmalbereichs              | BW         |
| Rendelbahn (Karte)                                                                                                  | Straßenzug  | Straßenzug   | 094 86491 015      | Teilobjekt eines Denkmalbereichs              | BW         |
| Rudolf-Breitscheid-Straße 1, 2, 3, 4, 5, 6, 7, 8, 9, 10, 12, 13, 14, 15, 16, 18, 19, 20, 21, 22, 23, 24, 25 (Karte) | Straßenzug  | Straßenzug   | 094 86491 016      | Teilobjekt eines Denkmalbereichs              | BW         |
| Salzwedeler-Tor-Straße 2, 4, 6, 8, 10, 12, 14, 16, 18, 20, 22, 24, 28 (Karte)                                       | Straßenzug  | Straßenzug   | 094 86491 017      | Teilobjekt eines Denkmalbereichs              | BW         |
| Sandstraße 1, 2, 3, 4, 5, 6, 7, 9, 11, 13, 23, 25, 27, 29, 34, 35, 36, 37, 38, 39, 40, 41, (Karte)                  | Straßenzug  | Straßenzug   | 094 86491 018      | Teilobjekt eines Denkmalbereichs              | BW         |
| Wächterstraße 2, 3, 4, 5, 6, 7, 8, 9, 10, 12, 13, 14, 15, 16, 17, 18, 19, 20, 21, 22, 23, 24, 25, (Karte)           | Straßenzug  | Straßenzug   | 094 86491 019      | Teilobjekt eines Denkmalbereichs              | BW         |

#### Einzeldenkmal
| Lage                                                      | Bezeichnung                                      | Beschreibung | Erfassungs- nummer | Ausweisungsart               | Bild                           |
| --------------------------------------------------------- | ------------------------------------------------ | --- | ------------------ | ---------------------------- | ------------------------------ |
| Am Aschberg 2 (Karte)                                     | Wohnhaus                                         | | 094 85759          | Baudenkmal                   | Wohnhaus                       |
| Am Aschberg 15 (Karte)                                    | Gasthaus                                         | | 094 85761          | Baudenkmal                   | Gasthaus                       |
| Am Aschberg 18 (Karte)                                    | Feuerwache                                       | | 094 85760          | Baudenkmal                   | Feuerwache                     |
| Am Aschberg 29 (Karte)                                    | kleines Hospital zum Hl. Geist                   | | 094 85762          | Baudenkmal                   | kleines Hospital zum Hl. Geist |
| Am Aschberg 31 (Karte)                                    | Wohnhaus                                         | | 094 86839          | Baudenkmal                   | Wohnhaus                       |
| Am Burgwall 13 (Karte)                                    | Bahnhof                                          | Nordbahnhof | 094 97251          | Baudenkmal                   | BW                             |
| An der Gedenkstätte 1 (Karte)                             | Gedenkstätte Feldscheune Isenschnibbe Gardelegen | Gedenkstätte | 094 97252          | Baudenkmal                   | Weitere Bilder                 |
| Am St. Georg (Karte)                                      | Stift                                            | | 094 97253          | Baudenkmal                   | BW                             |
| Baderstraße 1, 2, 3, 4, 5, 6, 8, 10, 12 (Karte)           | Straßenzug                                       | | 094 86817          | Denkmalbereich               | BW                             |
| Bahnhofstraße 2 (Karte)                                   | Postamt Gardelegen                               | Post | 107 15001          | Baudenkmal                   | Postamt Gardelegen             |
| Bahnhofstraße 8 (Karte)                                   | Gasthof                                          | Altmärker Hof | 094 97254          | Baudenkmal                   | BW                             |
| Bahnhofstraße 15 (Karte)                                  | Wohnhaus                                         | | 094 97255          | Baudenkmal                   | BW                             |
| Bahnhofstraße 16 (Karte)                                  | Villa                                            | Wohlrabe-Villa | 094 97256          | Baudenkmal                   | BW                             |
| Bahnhofstraße 18 (Karte)                                  | Villa                                            | | 094 97257          | Baudenkmal                   | BW                             |
| Bahnhofstraße 19 (Karte)                                  | Wohnhaus                                         | Villa Helena | 094 85100          | Baudenkmal                   | BW                             |
| Bahnhofstraße 22 (Karte)                                  | Wohnhaus                                         | | 094 97258          | Baudenkmal                   | BW                             |
| Bahnhofstraße 24 (Karte)                                  | Wohnhaus                                         | | 094 97259          | Baudenkmal                   | BW                             |
| Bahnhofstraße 26 (Karte)                                  | Wohn- und Geschäftshaus                          | Fisch-Willi | 094 97260          | Baudenkmal                   | BW                             |
| Bahnhofstraße 29 (Karte)                                  | Verwaltungsgebäude                               | | 094 97261          | Baudenkmal                   | BW                             |
| Bahnhofstraße 31 (Karte)                                  | Wohnhaus                                         | | 094 97262          | Baudenkmal                   | BW                             |
| Bahnhofstraße 40 (Karte)                                  | Wohnhaus                                         | | 094 21245          | Baudenkmal                   | BW                             |
| Bahnhofstraße 48 (Karte)                                  | Villa                                            | | 094 97263          | Baudenkmal                   | BW                             |
| Bahnhofstraße 60 (Karte)                                  | Bahnhof                                          | | 094 97264          | Baudenkmal                   | BW                             |
| Bahnhofstraße 61 (Karte)                                  | Wohnhaus                                         | | 094 97265          | Baudenkmal                   | BW                             |
| Bahnhofstraße 71 (Karte)                                  | Villa                                            | | 094 97266          | Baudenkmal                   | BW                             |
| Bahnhofstraße 87 (Karte)                                  | Villa                                            | | 094 97267          | Baudenkmal                   | BW                             |
| Bahnhofstraße 93 (Karte)                                  | Villa                                            | | 094 21244          | Baudenkmal                   | BW                             |
| Bornemannstraße 13 (Karte)                                | Villa                                            | | 094 21249          | Baudenkmal                   | BW                             |
| Bismarker Straße 45 (Karte)                               | Friedhof                                         | Friedhof Städtischer Friedhof Gardelegen                                                                               | 094 97268          | Baudenkmal                   | BW                             |
| Bismarker Straße 45, auf dem städtischen Friedhof (Karte) | Kapelle                                          | Kapelle | 094 97268 001      | Teilobjekt eines Baudenkmals | BW                             |
| Bismarker Straße 45, auf dem städtischen Friedhof (Karte) | Gedenkstätte                                     | Gedenkstätte | 094 97268 002      | Teilobjekt eines Baudenkmals | BW                             |
| Burgstraße 7 (Karte)                                      | Wohnhaus                                         | | 094 21275          | Baudenkmal                   | Wohnhaus                       |
| Burgstraße 12 (Karte)                                     | Wohnhaus                                         | | 094 85767          | Baudenkmal                   | Wohnhaus                       |
| Ernst-Thälmann-Straße 2 (Karte)                           | Wohnhaus                                         | | 094 85767          | Baudenkmal                   | Wohnhaus                       |
| Ernst-Thälmann-Straße 4 (Karte)                           | Wohn- und Geschäftshaus                          | Wohn- und Geschäftshaus im Stil der Neogotik in der Zeit um 1900 errichtetes dreigeschossiges Gebäude                  | 094 85768          | Baudenkmal                   | Wohn- und Geschäftshaus        |
| Ernst-Thälmann-Straße 8 (Karte)                           | Wohn- und Geschäftshaus                          | | 094 86840          | Baudenkmal                   | Wohn- und Geschäftshaus        |
| Ernst-Thälmann-Straße 10 (Karte)                          | Wohnhaus                                         | Wohnhaus | 094 86841          | Baudenkmal                   | Wohnhaus                       |
| Ernst-Thälmann-Straße 14 (Karte)                          | Wohnhaus                                         | | 094 85770          | Baudenkmal                   | Wohnhaus                       |
| Ernst-Thälmann-Straße 16 (Karte)                          | Wohn- und Geschäftshaus                          | Wohn- und Geschäftshaus                                                                                                | 094 86571          | Baudenkmal                   | Wohn- und Geschäftshaus        |
| Ernst-Thälmann-Straße 18 (Karte)                          | Wohn- und Geschäftshaus                          | Wohn- und Geschäftshaus                                                                                                | 094 85771          | Baudenkmal                   | Wohn- und Geschäftshaus        |
| Ernst-Thälmann-Straße 19 (Karte)                          | Wohn- und Geschäftshaus                          | Wohn- und Geschäftshaus                                                                                                | 094 85764          | Baudenkmal                   | Wohn- und Geschäftshaus        |
| Ernst-Thälmann-Straße 32 (Karte)                          | Wohn- und Geschäftshaus                          | Wohn- und Geschäftshaus                                                                                                | 094 86842          | Baudenkmal                   | Wohn- und Geschäftshaus        |
| Ernst-Thälmann-Straße 33 (Karte)                          | Wohn- und Geschäftshaus                          | Wohn- und Geschäftshaus                                                                                                | 094 85765          | Baudenkmal                   | Wohn- und Geschäftshaus        |
| Ernst-Thälmann-Straße 42 (Karte)                          | Wohnhaus                                         | Wohnhaus | 094 85772          | Baudenkmal                   | Wohnhaus                       |
| Ernst-Thälmann-Straße 43 (Karte)                          | Schützenhaus Gardelegen                          | Vereinshaus Schützenhaus und Lindenhofgarten                                                                           | 094 85766          | Baudenkmal                   | Schützenhaus Gardelegen        |
| Ernst-Thälmann-Straße 48 (Karte)                          | Wohn- und Geschäftshaus                          | | 094 85773          | Baudenkmal                   | Wohn- und Geschäftshaus        |
| Goethestraße 2 (Karte)                                    | Villa                                            | | 094 21276          | Baudenkmal                   | BW                             |
| Goethestraße 3 (Karte)                                    | Villa                                            | | 094 21248          | Baudenkmal                   | BW                             |
| Goldener Ring 7 (Karte)                                   | Wohnhaus                                         | | 094 85774          | Baudenkmal                   | Wohnhaus                       |
| Goldener Ring 17 (Karte)                                  | Wohnhaus                                         | | 094 85775          | Baudenkmal                   | Wohnhaus                       |
| Heldenstraße 5 (Karte)                                    | Wohnhaus                                         | | 094 86837          | Baudenkmal                   | Wohnhaus                       |
| Holzmarkt nördliche Platzseite (Karte)                    | Kirche                                           | Nikolaikirche | 094 85776          | Baudenkmal                   | Weitere Bilder                 |
| Holzmarkt 1 (Karte)                                       | Wohn- und Geschäftshaus                          | | 094 85777          | Baudenkmal                   | Wohn- und Geschäftshaus        |
| Holzmarkt 4 (Karte)                                       | Wohnhaus                                         | | 094 85778          | Baudenkmal                   | Wohnhaus                       |
| Holzmarkt 5 (Karte)                                       | Wohnhaus                                         | | 094 85779          | Baudenkmal                   | Wohnhaus                       |
| Holzmarkt 6 (Karte)                                       | Wohnhaus                                         | | 094 85780          | Baudenkmal                   | Wohnhaus                       |
| Holzmarkt 7 (Karte)                                       | Wohnhaus                                         | | 094 85781          | Baudenkmal                   | Wohnhaus                       |
| Holzmarkt 13 (Karte)                                      | Wohnhaus                                         | Alte Oberpfarre | 094 85782          | Baudenkmal                   | Wohnhaus                       |
| Holzmarkt 14 (Karte)                                      | Wohnhaus                                         | | 094 85783          | Baudenkmal                   | Wohnhaus                       |
| Holzmarkt 15, 16 (Karte)                                  | Schule                                           | Alte Lateinschule | 094 85784          | Baudenkmal                   | Schule                         |
| Holzmarkt 17 (Karte)                                      | Pfarrhaus                                        | Pfarrhaus St. Nicolai                                                                                                  | 094 85785          | Baudenkmal                   | Pfarrhaus                      |
| Hopfenstraße 24 direkt an der neuen ICE-Strecke (Karte)   | Wohnhaus                                         | Mötjesche-Haus | 094 97271          | Baudenkmal                   | BW                             |
| Isenschnibber Straße im Norden des Zentrums (Karte)       | Gutshof                                          | Rittergut Isenschnibbe, Schloss Gardelegen                                                                             | 094 85569          | Baudenkmal                   | BW                             |
| Kiefernweg 8 (Karte)                                      | Mühlenhof                                        | Wiebecker Mühle | 094 97273          | Baudenkmal                   | BW                             |
| Klammstieg 4 (Karte)                                      | Villa                                            | | 094 85097          | Baudenkmal                   | BW                             |
| Letzlinger Landstraße 50 (Karte)                          | Wasserwerk                                       | | 094 21280          | Baudenkmal                   | BW                             |
| Letzlinger Straße 14 (Karte)                              | Wohnhaus                                         | | 094 97274          | Baudenkmal                   | BW                             |
| Letzlinger Straße 18 Ecke Vogelsangweg (Karte)            | Fabrik                                           | | 094 97276          | Baudenkmal                   | BW                             |
| Marienkirchgang entlang der Philipp-Müller-Straße (Karte) | Kirche                                           | Marienkirche | 094 85793          | Baudenkmal                   | Weitere Bilder                 |
| Marienkirchhof 5 (Karte)                                  | Pfarrhaus                                        | | 094 86838          | Baudenkmal                   | Pfarrhaus                      |
| Marktstraße 2 (Karte)                                     | Wohnhaus                                         | | 094 85787          | Baudenkmal                   | Wohnhaus                       |
| Marktstraße 6 (Karte)                                     | Wohn- und Geschäftshaus                          | | 094 85788          | Baudenkmal                   | Weitere Bilder                 |
| Marktstraße 12 (Karte)                                    | Wohn- und Geschäftshaus                          | | 094 86843          | Baudenkmal                   | Wohn- und Geschäftshaus        |
| Nicolaistraße 7 (Karte)                                   | Wohn- und Geschäftshaus                          | | 094 85789          | Baudenkmal                   | Wohn- und Geschäftshaus        |
| Nicolaistraße 12 (Karte)                                  | Schule                                           | Goethe-Schule | 094 86771          | Baudenkmal                   | Schule                         |
| Nicolaistraße 15 (Karte)                                  | Wohn- und Geschäftshaus                          | | 094 85790          | Baudenkmal                   | Wohn- und Geschäftshaus        |
| Nicolaistraße 19 (Karte)                                  | Gerichtsgebäude                                  | Altes Kreisgericht | 094 85791          | Baudenkmal                   | Gerichtsgebäude                |
| Nicolaistraße 21 (Karte)                                  | Wohnhaus                                         | | 094 86772          | Baudenkmal                   | Wohnhaus                       |
| Oelstraße 8 (Karte)                                       | Wohnhaus                                         | | 094 85792          | Baudenkmal                   | BW                             |
| Philipp-Müller-Straße 1 (Karte)                           | Wohnhaus                                         | Wohnhaus | 094 86844          | Baudenkmal                   | Wohnhaus                       |
| Philipp-Müller-Straße 2, 4 (Karte)                        | Hospital                                         | Zum großen hl. Geist                                                                                                   | 094 85795          | Baudenkmal                   | Hospital                       |
| Philipp-Müller-Straße 6 (Karte)                           | Wohn- und Geschäftshaus                          | | 094 85796          | Baudenkmal                   | Wohn- und Geschäftshaus        |
| Philipp-Müller-Straße 8 (Karte)                           | Wohn- und Geschäftshaus                          | | 094 21277          | Baudenkmal                   | Wohn- und Geschäftshaus        |
| Philipp-Müller-Straße 10 (Karte)                          | Wohn- und Geschäftshaus                          | | 094 21278          | Baudenkmal                   | Wohn- und Geschäftshaus        |
| Philipp-Müller-Straße 12 (Karte)                          | Wohn- und Geschäftshaus                          | | 094 21256          | Baudenkmal                   | Wohn- und Geschäftshaus        |
| Philipp-Müller-Straße 16 (Karte)                          | Wohnhaus                                         | | 094 85797          | Baudenkmal                   | Wohnhaus                       |
| Philipp-Müller-Straße 18 (Karte)                          | Verwaltungsgebäude                               | Verwaltungsgebäude | 094 85798          | Baudenkmal                   | Verwaltungsgebäude             |
| Philipp-Müller-Straße 20 (Karte)                          | Wohn- und Geschäftshaus                          | | 094 21257          | Baudenkmal                   | Wohn- und Geschäftshaus        |
| Philipp-Müller-Straße 22 (Karte)                          | Altes Landratsamt Gardelegen                     | Verwaltungsgebäude eingeschossiges, 16achsiges, ehemals als Landratsamt genutztes Verwaltungsgebäude aus dem Jahr 1818 | 094 85799          | Baudenkmal                   | Altes Landratsamt Gardelegen   |
| Philipp-Müller-Straße 32 (Karte)                          | Pfarrhof                                         | katholische Kirchengemeinde                                                                                            | 094 85800          | Baudenkmal                   | Weitere Bilder                 |
| Priesterstraße 4 (Karte)                                  | Wohnhaus                                         | | 094 85802          | Baudenkmal                   | Wohnhaus                       |
| Priesterstraße 10 (Karte)                                 | Ackerbürgerhof                                   | | 094 85804          | Baudenkmal                   | Ackerbürgerhof                 |
| Rathausplatz 1 (Karte)                                    | Rathaus                                          | | 094 85805          | Baudenkmal                   | Weitere Bilder                 |
| Rathausplatz 2 (Karte)                                    | Gasthaus                                         | Deutsches Haus | 094 85806          | Baudenkmal                   | Gasthaus                       |
| Rathausplatz 3 (Karte)                                    | Wohnhaus                                         | | 094 85807          | Baudenkmal                   | BW                             |
| Rathausplatz 5 (Karte)                                    | Wohnhaus                                         | | 094 85808          | Baudenkmal                   | Wohnhaus                       |
| Rathausplatz 10 (Karte)                                   | Apotheke                                         | Löwenapotheke | 094 85809          | Baudenkmal                   | Apotheke                       |
| Rudolf-Breitscheid-Straße 2 (Karte)                       | Wohnhaus                                         | | 094 85813          | Baudenkmal                   | Wohnhaus                       |
| Rudolf-Breitscheid-Straße 6 (Karte)                       | Wohnhaus                                         | | 094 85814          | Baudenkmal                   | BW                             |
| Rudolf-Breitscheid-Straße 9 (Karte)                       | Wohnhaus                                         | | 094 85099          | Baudenkmal                   | Weitere Bilder                 |
| Rudolf-Breitscheid-Straße 10 (Karte)                      | Wohnhaus                                         | | 094 85815          | Baudenkmal                   | Wohnhaus                       |
| Rudolf-Breitscheid-Straße 11 (Karte)                      | Wohnhaus                                         | Trüstedt´sches Haus | 094 85810          | Baudenkmal                   | Wohnhaus                       |
| Rudolf-Breitscheid-Straße 12 (Karte)                      | Wohnhaus                                         | | 094 85816          | Baudenkmal                   | Wohnhaus                       |
| Rudolf-Breitscheid-Straße 14 (Karte)                      | Scheune                                          | | 094 85817          | Baudenkmal                   | BW                             |
| Rudolf-Breitscheid-Straße 15 (Karte)                      | Wohnhaus                                         | | 094 85811          | Baudenkmal                   | Wohnhaus                       |
| Rudolf-Breitscheid-Straße 17 (Karte)                      | Wohnhaus                                         | | 094 21253          | Baudenkmal                   | Wohnhaus                       |
| Rudolf-Breitscheid-Straße 31 (Karte)                      | Wohnhaus                                         | | 094 21252          | Baudenkmal                   | Wohnhaus                       |
| Rudolf-Breitscheid-Straße 32 (Karte)                      | Wohnhaus                                         | | 094 86846          | Baudenkmal                   | Wohnhaus                       |
| Rudolf-Breitscheid-Straße 36 (Karte)                      | Wohnhaus                                         | | 094 21250          | Baudenkmal                   | BW                             |
| Rudolf-Breitscheid-Straße 44 (Karte)                      | Wohnhaus                                         | | 094 85818          | Baudenkmal                   | Wohnhaus                       |
| Rudolf-Breitscheid-Straße 51 (Karte)                      | Wohnhaus                                         | | 094 21251          | Baudenkmal                   | Wohnhaus                       |
| Salzwedeler Torstraße 20 (Karte)                          | Wohnhaus                                         | | 094 85820          | Baudenkmal                   | Wohnhaus                       |
| Salzwedeler Torstraße 22 (Karte)                          | Zollhaus                                         | | 094 85821          | Baudenkmal                   | Zollhaus                       |
| Salzwedeler Torstraße 30 (Karte)                          | Mühle                                            | | 094 85822          | Baudenkmal                   | Mühle                          |
| Salzwedeler Torstraße 34 (Karte)                          | Salzwedeler Tor                                  | Salzwedeler Tor | 094 85821          | Baudenkmal                   | Salzwedeler Tor                |
| Sandstraße 9 (Karte)                                      | Wohnhaus                                         | | 094 85823          | Baudenkmal                   | Wohnhaus                       |
| Sandstraße 13 (Karte)                                     | Wohnhaus                                         | | 094 85824          | Baudenkmal                   | Wohnhaus                       |
| Sandstraße 35 (Karte)                                     | Wohnhaus                                         | | 094 85825          | Baudenkmal                   | Wohnhaus                       |
| Sandstraße 47 (Karte)                                     | Wohnhaus                                         | | 094 85826          | Baudenkmal                   | Wohnhaus                       |
| Sandstraße 57 (Karte)                                     | Wohnhaus                                         | | 094 85827          | Baudenkmal                   | Wohnhaus                       |
| Sandstraße 59 (Karte)                                     | Wohnhaus                                         | | 094 85828          | Baudenkmal                   | Wohnhaus                       |
| Sandstraße 63 (Karte)                                     | Wohnhaus                                         | | 094 85829          | Baudenkmal                   | Wohnhaus                       |
| Sandstraße 69 (Karte)                                     | Ackerbürgerhof                                   | | 094 86773          | Baudenkmal                   | Ackerbürgerhof                 |
| Sandstraße 70 (Karte)                                     | Wohnhaus                                         | | 094 85832          | Baudenkmal                   | Wohnhaus                       |
| Sandstraße 77 (Karte)                                     | Wohnhaus                                         | | 094 85830          | Baudenkmal                   | Wohnhaus                       |
| Sandstraße 79 (Karte)                                     | Wohnhaus                                         | | 094 85831          | Baudenkmal                   | Wohnhaus                       |
| Stendaler Straße (Karte)                                  | Denkmal                                          | Mahnmal für Verfolgte des Naziregimes                                                                                  | 094 86901          | Baudenkmal                   | BW                             |
| Stendaler Straße 3 (Karte)                                | Villa                                            | Lindstedtsche Villa | 094 86903          | Baudenkmal                   | BW                             |
| Vor dem Salzwedeler Tor 7 (Karte)                         | Sankt-Georg-Kapelle                              | Kapelle | 094 97253          | Baudenkmal                   | Weitere Bilder                 |
| Waldschnibbe (Karte)                                      | Villa                                            | Otto-Reutter-Haus | 094 21246          | Baudenkmal                   | BW                             |
| Weteritzer Landstraße 3 (Karte)                           | Villa                                            | | 094 97277          | Baudenkmal                   | BW                             |

### Ackendorf
In Ackendorf sind keine Kulturdenkmale mehr gelistet.

### Algenstedt
| Lage                | Bezeichnung    | Beschreibung | Erfassungs- nummer | Ausweisungsart | Bild   |
| ------------------- | -------------- | ------------ | ------------------ | -------------- | ------ |
| Im Dorfe (Karte)    | Kirche         |              | 094 98044          | Baudenkmal     | Kirche |
| Im Dorfe (Karte)    | Kriegerdenkmal |              | 094 98045          | Baudenkmal     | BW     |
| Im Dorfe 1 (Karte)  | Bauernhof      |              | 094 97932          | Baudenkmal     | BW     |
| Im Dorfe 4 (Karte)  | Bauernhof      |              | 094 98046          | Baudenkmal     | BW     |
| Im Dorfe 20 (Karte) | Wohnhaus       |              | 094 98043          | Baudenkmal     | BW     |

### Berge
| Lage                                           | Bezeichnung  | Beschreibung | Erfassungs- nummer | Ausweisungsart | Bild           |
| ---------------------------------------------- | ------------ | --- | ------------------ | -------------- | -------------- |
| südlich der Ortschaft auf dem Friedhof (Karte) | Gedenkstätte | | 094 98047          | Baudenkmal     | BW             |
| Dorfstraße (Karte)                             | Kirche       | gestreckter Saalbau mit Fachwerkturm über dem Westgiebel, im Kern spätes Mittelalter. Umbau der Kirche um 1600. | 094 98048          | Baudenkmal     | Weitere Bilder |
| Dorfstraße 17 (Karte)                          | Wohnhaus     | | 094 98049          | Baudenkmal     | BW             |

### Breitenfeld
| Lage                                                        | Bezeichnung                               | Beschreibung                                                         | Erfassungs- nummer | Ausweisungsart | Bild                                      |
| ----------------------------------------------------------- | ----------------------------------------- | -------------------------------------------------------------------- | ------------------ | -------------- | ----------------------------------------- |
| Dorfstraße (Karte)                                          | Dorfkirche Breitenfeld                    | Kirche                                                               | 094 98613          | Baudenkmal     | Weitere Bilder                            |
| Dorfstraße (Karte)                                          | Kriegerdenkmal Breitenfeld                | Kriegerdenkmal für die Gefallenen des Ersten und Zweiten Weltkrieges | 094 98614          | Baudenkmal     | Kriegerdenkmal Breitenfeld                |
| Klötzer Weg (Karte)                                         | Gedenkstein                               |                                                                      | 094 98616          | Baudenkmal     | Gedenkstein                               |
| Schwiesauer Straße auf dem Friedhof (Karte)                 | Gedenkstätte auf dem Friedhof Breitenfeld | Gedenkstein an zwanzig KZ-Häftlinge und drei Soldaten                | 094 98618          | Baudenkmal     | Gedenkstätte auf dem Friedhof Breitenfeld |
| Schwiesauer Straße 6 Ecke Geschwister-Scholl-Straße (Karte) | Gasthof Zur Linde                         | ehemaliger Gasthof                                                   | 094 98617          | Baudenkmal     | Gasthof Zur Linde                         |

### Dannefeld
| Lage                                              | Bezeichnung    | Beschreibung         | Erfassungs- nummer | Ausweisungsart | Bild           |
| ------------------------------------------------- | -------------- | -------------------- | ------------------ | -------------- | -------------- |
| Alter Hof westlich außerhalb der Ortslage (Karte) | Stall          |                      | 094 90242          | Baudenkmal     | BW             |
| Alter Hof 3 (Karte)                               | Bauernhaus     |                      | 094 90240          | Baudenkmal     | BW             |
| Im Kahnstieg 4 (Karte)                            | Bauernhof      |                      | 094 85023          | Baudenkmal     | BW             |
| Vordorf (Karte)                                   | Kirche         | Dorfkirche Dannefeld | 094 90237          | Baudenkmal     | Weitere Bilder |
| Vordorf (Karte)                                   | Kriegerdenkmal |                      | 094 90239          | Baudenkmal     | BW             |

### Estedt
| Lage                     | Bezeichnung  | Beschreibung | Erfassungs- nummer | Ausweisungsart | Bild   |
| ------------------------ | ------------ | ------------ | ------------------ | -------------- | ------ |
| auf dem Friedhof (Karte) | Gedenkstätte |              | 094 98087          | Baudenkmal     | BW     |
| Dorfstraße (Karte)       | Kirche       |              | 094 98088          | Baudenkmal     | Kirche |
| Dorfstraße 27 (Karte)    | Torhaus      |              | 094 98089          | Baudenkmal     | BW     |
| Dorfstraße 39 (Karte)    | Bauernhaus   |              | 094 98091          | Baudenkmal     | BW     |
| Chaussee (Karte)         | Schmiede     |              | 094 98092          | Baudenkmal     | BW     |
| Chaussee (Karte)         | Bauernhof    |              | 094 98090          | Baudenkmal     | BW     |

### Hemstedt
| Lage                  | Bezeichnung | Beschreibung | Erfassungs- nummer | Ausweisungsart | Bild   |
| --------------------- | ----------- | ------------ | ------------------ | -------------- | ------ |
| Dorfstraße (Karte)    | Kirche      |              | 094 98053          | Baudenkmal     | Kirche |
| Dorfstraße 14 (Karte) | Bauernhaus  |              | 094 98054          | Baudenkmal     | BW     |
| Dorfstraße 16 (Karte) | Wohnhaus    |              | 094 98055          | Baudenkmal     | BW     |
| Dorfstraße 17 (Karte) | Bauernhof   |              | 094 98056          | Baudenkmal     | BW     |
| Dorfstraße 21 (Karte) | Bauernhof   |              | 094 98057          | Baudenkmal     | BW     |

### Hottendorf
| Lage                  | Bezeichnung | Beschreibung | Erfassungs- nummer | Ausweisungsart | Bild   |
| --------------------- | ----------- | ------------ | ------------------ | -------------- | ------ |
| Dorfstraße (Karte)    | Kirche      |              | 094 97286          | Baudenkmal     | Kirche |
| Dorfstraße 22 (Karte) | Gasthof     |              | 094 97285          | Baudenkmal     | BW     |

### Ipse
| Lage                                             | Bezeichnung | Beschreibung | Erfassungs- nummer | Ausweisungsart | Bild   |
| ------------------------------------------------ | ----------- | ------------ | ------------------ | -------------- | ------ |
| südwestlich der Ortschaft (Karte)                | Mühle       | Hoppenmühle  | 094 85570          | Baudenkmal     | BW     |
| Frei außerhalb der Ortlage in Landschaft (Karte) | Mühle       | Drögemühle   | 094 86902          | Baudenkmal     | BW     |
| Dorfstraße (Karte)                               | Kirche      |              | 094 97279          | Baudenkmal     | Kirche |

### Jeggau
| Lage                                                     | Bezeichnung | Beschreibung   | Erfassungs- nummer | Ausweisungsart | Bild   |
| -------------------------------------------------------- | ----------- | -------------- | ------------------ | -------------- | ------ |
| Dorfstraße (Karte)                                       | Kirche      |                | 094 98299          | Baudenkmal     | Kirche |
| Dorfstraße 6 (Karte)                                     | Scheune     |                | 094 98290          | Baudenkmal     | BW     |
| Dorfstraße 19 (Karte)                                    | Bauernhaus  | Tagelöhnerhaus | 094 98291          | Baudenkmal     | BW     |
| Dorfstraße 42 (Karte)                                    | Bauernhaus  |                | 094 98292          | Baudenkmal     | BW     |
| Dorfstraße 51 (Karte)                                    | Bauernhof   |                | 094 98293          | Baudenkmal     | BW     |
| Dorfstraße 53 (Karte)                                    | Wohnhaus    |                | 094 98294          | Baudenkmal     | BW     |
| Dorfstraße 68, an der Kreuzung Sichau/Quarnebeck (Karte) | Gasthof     | Bördepils      | 094 98295          | Baudenkmal     | BW     |

### Jerchel
| Lage              | Bezeichnung | Beschreibung | Erfassungs- nummer | Ausweisungsart | Bild |
| ----------------- | ----------- | ------------ | ------------------ | -------------- | ---- |
| Dorfplatz (Karte) | Kirche      |              | 094 97373          | Baudenkmal     | BW   |

### Jeseritz
| Lage                            | Bezeichnung | Beschreibung | Erfassungs- nummer | Ausweisungsart | Bild   |
| ------------------------------- | ----------- | ------------ | ------------------ | -------------- | ------ |
| Jeseritzer Dorfstraße (Karte)   | Kirche      |              | 094 98625          | Baudenkmal     | Kirche |
| Jeseritzer Dorfstraße 8 (Karte) | Wohnhaus    |              | 094 98626          | Baudenkmal     | BW     |

### Jävenitz
| Lage                        | Bezeichnung | Beschreibung        | Erfassungs- nummer | Ausweisungsart | Bild           |
| --------------------------- | ----------- | ------------------- | ------------------ | -------------- | -------------- |
| Hottendorfer Straße (Karte) | Kirche      | Evangelische Kirche | 094 97292          | Baudenkmal     | Weitere Bilder |
| Altes Dorf 6 (Karte)        | Gutshof     |                     | 094 97287          | Baudenkmal     | BW             |
| Zum Prinzendamm 13 (Karte)  | Villa       |                     | 094 97289          | Baudenkmal     | BW             |
| Klosterallee 4 (Karte)      | Wohnhaus    |                     | 094 97410          | Baudenkmal     | BW             |
| Klosterallee 1 (Karte)      | Bauernhof   | Weidenhof           | 094 97291          | Baudenkmal     | BW             |

### Kassieck
| Lage                       | Bezeichnung | Beschreibung | Erfassungs- nummer | Ausweisungsart | Bild   |
| -------------------------- | ----------- | ------------ | ------------------ | -------------- | ------ |
| Dorfstraße 26 (Karte)      | Bauernhof   |              | 094 98042          | Baudenkmal     | BW     |
| Dorfstraße 38 (Karte)      | Bauernhaus  |              | 094 98041          | Baudenkmal     | BW     |
| Lindstedter Straße (Karte) | Kirche      |              | 094 98040          | Baudenkmal     | Kirche |

### Kloster Neuendorf
| Lage                                                                  | Bezeichnung                      | Beschreibung         | Erfassungs- nummer | Ausweisungsart               | Bild           |
| --------------------------------------------------------------------- | -------------------------------- | -------------------- | ------------------ | ---------------------------- | -------------- |
| Gardelegener Straße 4 (Karte)                                         | Forsthaus                        |                      | 094 97435          | Baudenkmal                   | BW             |
| Klosterpforte, Zienauer Straße 14, 16, 17, 19, 21, 23, 25, 27 (Karte) | Kloster Neuendorf                | Kloster              | 094 97436          | Baudenkmal                   | Weitere Bilder |
| Klosterpforte (Karte)                                                 | Kirche                           | Kirche               | 094 97436 001      | Teilobjekt eines Baudenkmals | BW             |
| Klosterpforte (Karte)                                                 | Klausur                          | Klausur              | 094 97436 002      | Teilobjekt eines Baudenkmals | BW             |
| Zienauer Straße 14, Teil des Klosterareals (Karte)                    | Jagdhaus                         | Jagdhaus             | 094 97436 003      | Teilobjekt eines Baudenkmals | BW             |
| Zienauer Straße 16, Teil des Klosterareals (Karte)                    | Propstei                         | Propstei             | 094 97436 004      | Teilobjekt eines Baudenkmals | BW             |
| Zienauer Straße 17, 19, 21, 23, Teil des Klosterareals (Karte)        | Gutsarbeiterhaus                 | Gutsarbeiterhaus     | 094 97436 005      | Teilobjekt eines Baudenkmals | BW             |
| Zienauer Straße 25, Teil des Klosterareals (Karte)                    | Brauerei                         | Brauerei             | 094 97436 006      | Teilobjekt eines Baudenkmals | BW             |
| Zienauer Straße 27, Teil des Klosterareals (Karte)                    | Speicher                         | Speicher / Hundeloch | 094 97436 007      | Teilobjekt eines Baudenkmals | BW             |
| Zienauer Straße Ecke Letzlinger Weg (Karte)                           | Kriegerdenkmal Kloster Neuendorf | Kriegerdenkmal       | 094 97444          | Baudenkmal                   | BW             |
| Zienauer Straße 16 (Karte)                                            | Kleindenkmal                     |                      | 094 97444          | Kleindenkmal                 | BW             |

### Köckte
| Lage                           | Bezeichnung    | Beschreibung | Erfassungs- nummer | Ausweisungsart | Bild   |
| ------------------------------ | -------------- | ------------ | ------------------ | -------------- | ------ |
| Dorfmitte 1 (Karte)            | Bauernhof      |              | 094 90246          | Baudenkmal     | BW     |
| Zum neuen Damm (Karte)         | Kriegerdenkmal |              | 094 90248          | Baudenkmal     | BW     |
| Zum neuen Damm (Karte)         | Gedenkstein    |              | 094 90250          | Kleindenkmal   | BW     |
| Zum neuen Damm 13 (Karte)      | Scheune        |              | 094 90247          | Baudenkmal     | BW     |
| Fritz-Schulz-Straße (Karte)    | Kirche         |              | 094 90245          | Baudenkmal     | Kirche |
| Fritz-Schulz-Straße 17 (Karte) | Bauernhaus     |              | 094 90249          | Baudenkmal     | BW     |

### Laatzke
In Laatzke sind keine Kulturdenkmale gelistet

### Letzlingen
| Lage                                                                         | Bezeichnung                                             | Beschreibung                                         | Erfassungs- nummer | Ausweisungsart               | Bild           |
| ---------------------------------------------------------------------------- | ------------------------------------------------------- | ---------------------------------------------------- | ------------------ | ---------------------------- | -------------- |
| Im Jagen Nr. 394a                                                            | Gedenkstein                                             | Kaiserstein                                          | 094 98082          | Baudenkmal                   |                |
| Revier Barriere Zinau, Abt. 1329                                             | Gedenkstein                                             | Piepers Stein                                        | 094 98084          | Baudenkmal                   |                |
| in Lübberitz, im Jagen 338a                                                  | Grabmal                                                 | Förstergräber                                        | 094 98083          | Baudenkmal                   |                |
| südöstlich von Letzlingen Richtung Salchau in der Heide (Truppenübungsplatz) | Ruine                                                   |                                                      | 094 98081          | Baudenkmal                   |                |
| Am Schloßpark 18 (Karte)                                                     | Pfarrhof                                                |                                                      | 094 97411          | Baudenkmal                   | BW             |
| Am Schloßpark 20 (Karte)                                                     | Forstamt                                                | Forstkasse                                           | 094 97412          | Baudenkmal                   | BW             |
| Jävenitzer Straße 2 (Karte)                                                  | Diakonissenhaus                                         | Elisabethheim                                        | 094 97413          | Baudenkmal                   | BW             |
| Magdeburger Straße (Karte)                                                   | Friedhof                                                | Friedhof Letzlingen                                  | 094 97414          | Baudenkmal                   | BW             |
| Magdeburger Straße 12 (Karte)                                                | Wohnhaus                                                |                                                      | 094 97415          | Baudenkmal                   | BW             |
| Magdeburger Straße 29 (Karte)                                                | Schule                                                  |                                                      | 094 21260          | Baudenkmal                   | BW             |
| Magdeburger Straße 30 (Karte)                                                | Wohnhaus                                                |                                                      | 094 97417          | Baudenkmal                   | BW             |
| Markt 4 (Karte)                                                              | Gasthof                                                 | Zum weißen Schwan, Haus des Krügers                  | 094 97418          | Baudenkmal                   | BW             |
| Poststraße (Karte)                                                           | Postamt                                                 |                                                      | 094 97419          | Baudenkmal                   | BW             |
| Schlossstraße 10 (Karte)                                                     | Jagdschloss Letzlingen mit der Schlosskirche Letzlingen | Schloss Jagdschloss Letzlingen mitsamt Schlosskirche | 094 97423          | Baudenkmal                   | Weitere Bilder |
| Schlossstraße (Karte)                                                        | Schlosskirche Letzlingen                                | Kirche                                               | 094 97423 001      | Teilobjekt eines Baudenkmals | Weitere Bilder |
| Schlossstraße (Karte)                                                        | Park                                                    | Park                                                 | 094 97423 002      | Teilobjekt eines Baudenkmals | BW             |
| Schlossstraße 10 (Karte)                                                     | Schloss                                                 | Schloss                                              | 094 97423 003      | Teilobjekt eines Baudenkmals | BW             |
| Schloßstraße 3 (Karte)                                                       | Wohnhaus                                                | Wohnhaus                                             | 094 97420          | Baudenkmal                   | BW             |
| Schloßstraße 5 (Karte)                                                       | Wohnhaus                                                | sog. Westphälisches Haus                             | 094 97421          | Baudenkmal                   | BW             |
| Schloßstraße 8 (Karte)                                                       | Forstamt                                                |                                                      | 094 97422          | Baudenkmal                   | BW             |

### Lindenthal
| Lage             | Bezeichnung | Beschreibung | Erfassungs- nummer | Ausweisungsart | Bild |
| ---------------- | ----------- | ------------ | ------------------ | -------------- | ---- |
| Amselweg (Karte) | Gasthof     | Lindenthal   | 094 97278          | Baudenkmal     | BW   |

### Lindstedt
| Lage                         | Bezeichnung    | Beschreibung        | Erfassungs- nummer | Ausweisungsart | Bild           |
| ---------------------------- | -------------- | ------------------- | ------------------ | -------------- | -------------- |
| Bismarker Straße 130 (Karte) | Wohnhaus       |                     | 094 98121          | Baudenkmal     | BW             |
| Kassiecker Straße (Karte)    | Kirche         |                     | 094 98122          | Baudenkmal     | Kirche         |
| Kassiecker Straße (Karte)    | Kriegerdenkmal |                     |                    | Kleindenkmal   | Kriegerdenkmal |
| Zum Lindengut 77 (Karte)     | Gutshof        | Rittergut Lindstedt | 094 98123          | Baudenkmal     | BW             |

### Lindstedterhorst
| Lage                      | Bezeichnung | Beschreibung | Erfassungs- nummer | Ausweisungsart | Bild   |
| ------------------------- | ----------- | ------------ | ------------------ | -------------- | ------ |
| Dorfstraße (Karte)        | Kirche      |              | 094 98124          | Baudenkmal     | Kirche |
| Dorfstraße 13, 15 (Karte) | Bauernhof   |              | 094 98128          | Baudenkmal     | BW     |
| Dorfstraße 24 (Karte)     | Torhaus     |              | 094 98129          | Baudenkmal     | BW     |
| Dorfstraße 39 (Karte)     | Torhaus     |              | 094 98130          | Baudenkmal     | BW     |
| Dorfstraße 4, 6 (Karte)   | Bauernhof   |              | 094 98125          | Baudenkmal     | BW     |
| Dorfstraße 7, 9 (Karte)   | Bauernhof   |              | 094 98126          | Baudenkmal     | BW     |
| Dorfstraße 8, 10 (Karte)  | Wohnhaus    |              | 094 98127          | Baudenkmal     | BW     |

### Lotsche
| Lage                 | Bezeichnung | Beschreibung    | Erfassungs- nummer | Ausweisungsart | Bild |
| -------------------- | ----------- | --------------- | ------------------ | -------------- | ---- |
| Dorfstraße 3 (Karte) | Gasthof     | Hermann Neumann | 094 97371          | Baudenkmal     | BW   |
| Dorfstraße 8 (Karte) | Scheune     |                 | 094 97372          | Baudenkmal     | BW   |

### Lüffingen
| Lage                                  | Bezeichnung | Beschreibung | Erfassungs- nummer | Ausweisungsart | Bild   |
| ------------------------------------- | ----------- | ------------ | ------------------ | -------------- | ------ |
| Dorfplatz (Karte)                     | Denkmal     |              | 094 98058          | Baudenkmal     | BW     |
| Dorfstraße (Karte)                    | Kirche      |              | 094 98059          | Baudenkmal     | Kirche |
| Dorfstraße 23 (Karte)                 | Pfarrhof    |              | 094 21266          | Baudenkmal     | BW     |
| Dorfstraße nördl. Ortsausgang (Karte) | Wegweiser   |              | 094 98060          | Baudenkmal     | BW     |

### Mieste
| Lage                                                                                | Bezeichnung         | Beschreibung                          | Erfassungs- nummer | Ausweisungsart | Bild           |
| ----------------------------------------------------------------------------------- | ------------------- | ------------------------------------- | ------------------ | -------------- | -------------- |
| B 188 (Karte)                                                                       | Gedenkstätte Mieste | Friedhof 2020 als Denkmal eingetragen | 094 21285          | Baudenkmal     | BW             |
| Breiteiche 8 (Karte)                                                                | Gutshof             |                                       | 094 98540          | Baudenkmal     | BW             |
| Himmelreichstraße 14 (Karte)                                                        | Bauernhaus          |                                       | 094 21267          | Baudenkmal     | BW             |
| Miester Bahnhofstraße südlich der Bahnstrecke, links neben der Unterführung (Karte) | Gedenkstein         |                                       | 094 98537          | Baudenkmal     | BW             |
| Miester Bahnhofstraße 12 (Karte)                                                    | Villa               |                                       | 094 98539          | Baudenkmal     | BW             |
| Riesebergstraße (Karte)                                                             | Dorfkirche Mieste   | Kirche                                | 094 98541          | Baudenkmal     | Weitere Bilder |
| Riesebergstraße westlich vor der Kirche (Karte)                                     | Kriegerdenkmal      |                                       | 094 98543          | Baudenkmal     | Kriegerdenkmal |
| Riesebergstraße 2 (Karte)                                                           | Wohnhaus            |                                       | 094 21270          | Baudenkmal     | BW             |
| Riesebergstraße 4 (Karte)                                                           | Pfarrhof            |                                       | 094 98542          | Baudenkmal     | BW             |
| Riesebergstraße 7 (Karte)                                                           | Kirche              | Katholische St.-Elisabeth-Kirche      | 094 90113          | Baudenkmal     | Weitere Bilder |
| Riesebergstraße 35 (Karte)                                                          | Bauernhaus          |                                       | 094 21268          | Baudenkmal     | BW             |
| Schillerstraße 4 (Karte)                                                            | Wohnhaus            |                                       | 094 21269          | Baudenkmal     | BW             |
| Schillerstraße 21 (Karte)                                                           | Schule              | Oberschule I                          | 094 98093          | Baudenkmal     | BW             |
| Thälmannstraße 2 (Karte)                                                            | Wohnhaus            |                                       | 094 98544          | Baudenkmal     | BW             |

### Miesterhorst
| Lage                                                         | Bezeichnung    | Beschreibung | Erfassungs- nummer | Ausweisungsart | Bild   |
| ------------------------------------------------------------ | -------------- | --- | ------------------ | -------------- | ------ |
| an der B 188 nordwestlich der Ortslage (Karte)               | Wegweiser      | | 094 90236          | Kleindenkmal   | BW     |
| an der B 188 nordwestlich der Ortslage (Karte)               | Wegestein      | |                    | Kleindenkmal   | BW     |
| Brandstraße 6 (Karte)                                        | Schmiede       | | 094 90234          | Baudenkmal     | BW     |
| Breite Straße (Karte)                                        | Kriegerdenkmal | Denkmal für die Gefallenen des Preußisch-Deutschen Krieges, des Deutsch-Französischen Krieges und des 1. und 2. Weltkrieges | 094 90231          | Baudenkmal     | BW     |
| Bahnhofstraße (Karte)                                        | Wegweiser      | | 094 90235          | Kleindenkmal   | BW     |
| Breite Straße (Karte)                                        | Wegestein      | |                    | Kleindenkmal   | BW     |
| Breite Straße 1, 2, 3, 4, 5, 6, 7, 9, 11, 13, 17, 19 (Karte) | Straßenzug     | | 094 90229          | Denkmalbereich | BW     |
| Breite Straße 14 (Karte)                                     | Kirche         | | 094 90230          | Baudenkmal     | Kirche |
| Breite Straße 16 (Karte)                                     | Bauernhaus     | | 094 90232          | Baudenkmal     | BW     |
| Breite Straße 48 (Karte)                                     | Schule         | | 094 90233          | Baudenkmal     | BW     |

### Parleib
| Lage                                                                            | Bezeichnung    | Beschreibung | Erfassungs- nummer | Ausweisungsart | Bild |
| ------------------------------------------------------------------------------- | -------------- | ------------ | ------------------ | -------------- | ---- |
| auf dem Friedhof südöstlich der Ortschaft an der Straße nach Berenbrock (Karte) | Kriegerdenkmal |              | 094 98100          | Baudenkmal     | BW   |

### Peckfitz
| Lage                  | Bezeichnung    | Beschreibung | Erfassungs- nummer | Ausweisungsart | Bild   |
| --------------------- | -------------- | ------------ | ------------------ | -------------- | ------ |
| Dorfstraße (Karte)    | Kirche         |              | 094 98298          | Baudenkmal     | Kirche |
| Dorfstraße (Karte)    | Kriegerdenkmal |              | 094 98287          | Baudenkmal     | BW     |
| Dorfstraße 6 (Karte)  | Bauernhaus     |              | 094 98288          | Baudenkmal     | BW     |
| Dorfstraße 45 (Karte) | Bauernhof      |              | 094 98289          | Baudenkmal     | BW     |

### Potzehne
| Lage                          | Bezeichnung    | Beschreibung | Erfassungs- nummer | Ausweisungsart | Bild   |
| ----------------------------- | -------------- | ------------ | ------------------ | -------------- | ------ |
| südlich der Ortschaft (Karte) | Grenzstein     |              | 094 98099          | Kleindenkmal   | BW     |
| südlich der Ortschaft (Karte) | Grenzstein     |              |                    | Kleindenkmal   | BW     |
| Am Dorn (Karte)               | Kirche         |              | 094 98096          | Baudenkmal     | Kirche |
| Am Dorn Ecke Am Bad (Karte)   | Kriegerdenkmal |              | 094 98098          | Baudenkmal     | BW     |

### Roxförde
| Lage                                | Bezeichnung | Beschreibung | Erfassungs- nummer | Ausweisungsart | Bild   |
| ----------------------------------- | ----------- | ------------ | ------------------ | -------------- | ------ |
| Dorfstraße auf dem Friedhof (Karte) | Grabstein   |              | 094 97432          | Baudenkmal     | BW     |
| Dorfstraße auf dem Friedhof (Karte) | Grabstein   |              | 094 97433          | Baudenkmal     | BW     |
| Dorfstraße auf dem Friedhof (Karte) | Grabstein   |              | 094 97434          | Baudenkmal     | BW     |
| Roxförde 18 (Karte)                 | Wohnhaus    |              | 094 97428          | Baudenkmal     | BW     |
| Roxförde 74 (Karte)                 | Bauernhaus  |              | 094 97429          | Baudenkmal     | BW     |
| Kirchplatz (Karte)                  | Kirche      |              | 094 97430          | Baudenkmal     | Kirche |

### Sachau
| Lage                   | Bezeichnung    | Beschreibung | Erfassungs- nummer | Ausweisungsart | Bild |
| ---------------------- | -------------- | ------------ | ------------------ | -------------- | ---- |
| Dorfplatz (Karte)      | Kriegerdenkmal |              | 094 98531          | Baudenkmal     | BW   |
| Dorfstraße (Karte)     | Kirche         |              | 094 98530          | Baudenkmal     | BW   |
| Kämeritz 8 (Karte)     | Bauernhof      |              | 094 98529          | Baudenkmal     | BW   |
| Zum Dorfkrug 9 (Karte) | Bauernhaus     |              | 094 98579          | Baudenkmal     | BW   |

### Schenkenhorst
| Lage                  | Bezeichnung        | Beschreibung | Erfassungs- nummer | Ausweisungsart | Bild           |
| --------------------- | ------------------ | ------------ | ------------------ | -------------- | -------------- |
| Dorfstraße 45 (Karte) | Gutshof            | Gutshof      | 094 85001          | Baudenkmal     | BW             |
| (Karte)               | Park               | Park         | 094 85001 001      | Baudenkmal     | BW             |
| Dorfstraße (Karte)    | Kirche             | Kirche       | 094 85009          | Baudenkmal     | Weitere Bilder |
| Dorfstraße (Karte)    | Kriegerdenkmal     |              | 094 85005          | Baudenkmal     | BW             |
| Dorfstraße 11 (Karte) | Bauernhaus         |              | 094 85004          | Baudenkmal     | BW             |
| Dorfstraße 12 (Karte) | Scheune            |              | 094 85014          | Baudenkmal     | BW             |
| Dorfstraße 19 (Karte) | Bauernhof          |              | 094 85016          | Baudenkmal     | BW             |
| Dorfstraße 23 (Karte) | Torscheune         |              | 094 85017          | Baudenkmal     | BW             |
| Dorfstraße 25 (Karte) | Wirtschaftsgebäude |              | 094 85019          | Baudenkmal     | BW             |
| Dorfstraße 29 (Karte) | Wohnhaus           |              | 094 85021          | Baudenkmal     | BW             |

### Seethen
| Lage                  | Bezeichnung | Beschreibung | Erfassungs- nummer | Ausweisungsart | Bild   |
| --------------------- | ----------- | ------------ | ------------------ | -------------- | ------ |
| Dorfstraße (Karte)    | Kirche      |              | 094 97365          | Baudenkmal     | Kirche |
| Dorfstraße 8 (Karte)  | Mühlenhof   |              | 094 97369          | Baudenkmal     | BW     |
| Dorfstraße 10 (Karte) | Bauernhaus  |              | 094 97366          | Baudenkmal     | BW     |
| Dorfstraße 14 (Karte) | Wohnhaus    |              | 094 97367          | Baudenkmal     | BW     |
| Dorfstraße 15 (Karte) | Wohnhaus    |              | 094 97368          | Baudenkmal     | BW     |

### Sichau
| Lage                 | Bezeichnung    | Beschreibung                | Erfassungs- nummer | Ausweisungsart | Bild           |
| -------------------- | -------------- | --------------------------- | ------------------ | -------------- | -------------- |
| Dorfstraße (Karte)   | Kirche         | Evangelische Fachwerkkirche | 094 98283          | Baudenkmal     | Weitere Bilder |
| Dorfstraße (Karte)   | Kriegerdenkmal |                             | 094 98284          | Baudenkmal     | BW             |
| Dorfstraße 5 (Karte) | Bauernhaus     |                             | 094 98282          | Baudenkmal     | BW             |

### Siems
| Lage                  | Bezeichnung | Beschreibung | Erfassungs- nummer | Ausweisungsart | Bild |
| --------------------- | ----------- | ------------ | ------------------ | -------------- | ---- |
| Dorfstraße 17 (Karte) | Gutshaus    |              | 094 98285          | Baudenkmal     | BW   |

### Solpke
| Lage                   | Bezeichnung    | Beschreibung | Erfassungs- nummer | Ausweisungsart | Bild   |
| ---------------------- | -------------- | ------------ | ------------------ | -------------- | ------ |
| Friedhof (Karte)       | Gedenkstätte   |              | 094 98277          | Baudenkmal     | BW     |
| Breite Straße          | Kriegerdenkmal |              | 094 98278          | Baudenkmal     |        |
| Breite Straße          | Kriegerdenkmal |              | 094 98279          | Baudenkmal     |        |
| Krugende 7 (Karte)     | Gasthof        |              | 094 98280          | Baudenkmal     | BW     |
| Molkereistraße (Karte) | Kirche         |              | 094 06629          | Baudenkmal     | Kirche |

### Tarnefitz
| Lage               | Bezeichnung    | Beschreibung | Erfassungs- nummer | Ausweisungsart | Bild |
| ------------------ | -------------- | ------------ | ------------------ | -------------- | ---- |
| Dorfstraße (Karte) | Kriegerdenkmal |              | 094 98286          | Baudenkmal     | BW   |

### Trüstedt
| Lage              | Bezeichnung | Beschreibung | Erfassungs- nummer | Ausweisungsart | Bild   |
| ----------------- | ----------- | ------------ | ------------------ | -------------- | ------ |
| Am Winkel (Karte) | Kirche      |              | 094 97513          | Baudenkmal     | Kirche |

### Wannefeld
| Lage                 | Bezeichnung    | Beschreibung | Erfassungs- nummer | Ausweisungsart | Bild |
| -------------------- | -------------- | ------------ | ------------------ | -------------- | ---- |
| Dorfplatz (Karte)    | Kriegerdenkmal |              | 094 97424          | Baudenkmal     | BW   |
| Dorfstraße 9 (Karte) | Bauernhaus     |              | 094 97426          | Baudenkmal     | BW   |

### Wernitz
| Lage | Bezeichnung    | Beschreibung | Erfassungs- nummer | Ausweisungsart | Bild   |
| --- | -------------- | ------------ | ------------------ | -------------- | ------ |
| Friedhof (Karte) | Gedenkstein    |              | 094 98547          | Baudenkmal     | BW     |
| an B 188, linke Straßenseite von Wernitz nach Gardelegen, 300 m östlich der ehemaligen Baumschule (Gardelegener Straße 1, 39649 Mieste) (Karte) | Gedenkstein    |              | 094 98548          | Baudenkmal     | BW     |
| Am Dorfplatz (Karte) | Kirche         |              | 094 98550          | Baudenkmal     | Kirche |
| Am Dorfplatz gegenüber Nr. 7 (Karte) | Kriegerdenkmal |              | 094 98549          | Baudenkmal     | BW     |
| Am Dorfplatz 5 (Karte) | Bauernhof      |              | 094 21233          | Baudenkmal     | BW     |
| Am Dorfplatz 7 (Karte) | Bauernhaus     |              | 094 98551          | Baudenkmal     | BW     |
| Am Dorfplatz 8 (Karte) | Bauernhof      |              | 094 98552          | Baudenkmal     | BW     |

### Weteritz
| Lage                                                      | Bezeichnung         | Beschreibung | Erfassungs- nummer | Ausweisungsart | Bild                |
| --------------------------------------------------------- | ------------------- | ------------ | ------------------ | -------------- | ------------------- |
| auf dem Alten Friedhof, am südwestlichen Ortsrand (Karte) | Grabmal             | sog. Madonna | 094 97953          | Baudenkmal     | BW                  |
| Am Park (Karte)                                           | Gutshof             |              | 094 97281          | Baudenkmal     | Weitere Bilder      |
| Am Park (Karte)                                           | Dorfkirche Weteritz | ehem. Kirche | 094 97280          | Baudenkmal     | Dorfkirche Weteritz |

### Wiepke
| Lage                                                                    | Bezeichnung | Beschreibung | Erfassungs- nummer | Ausweisungsart | Bild           |
| ----------------------------------------------------------------------- | ----------- | ------------ | ------------------ | -------------- | -------------- |
| B 71 1 km hinter Wiepke, Richtung Salzwedel, linke Straßenseite (Karte) | Wohnhaus    |              | 094 97565          | Baudenkmal     | BW             |
| Alte Dorfstraße 32 (Karte)                                              | Bauernhof   |              | 094 98038          | Baudenkmal     | Bauernhof      |
| Dorfstraße (Karte)                                                      | Kirche      |              | 094 98035          | Baudenkmal     | Kirche         |
| Dorfstraße 6 (Karte)                                                    | Wohnhaus    |              | 094 98037          | Baudenkmal     | BW             |
| Dorfstraße 4 (alt Nr. 27) (Karte)                                       | Wohnhaus    |              | 094 98036          | Baudenkmal     | BW             |
| Dorfstraße 24 (Karte)                                                   | Bauernhaus  |              | 094 98039          | Baudenkmal     | BW             |
| Gardelegener Straße 3 Ecke Solpker Weg, B 71 (Karte)                    | Bauernhof   |              | 094 98034          | Baudenkmal     | BW             |
| Mühlenweg 1 (Karte)                                                     | Mühle       |              | 094 85232          | Baudenkmal     | Weitere Bilder |

### Wollenhagen
| Lage                  | Bezeichnung | Beschreibung | Erfassungs- nummer | Ausweisungsart | Bild   |
| --------------------- | ----------- | ------------ | ------------------ | -------------- | ------ |
| Dorfstraße (Karte)    | Kirche      |              | 094 98131          | Baudenkmal     | Kirche |
| Dorfstraße 9 (Karte)  | Bauernhof   |              | 094 98132          | Baudenkmal     | BW     |
| Dorfstraße 22 (Karte) | Bauernhof   |              | 094 98133          | Baudenkmal     | BW     |

### Zichtau
| Lage                                   | Bezeichnung  | Beschreibung | Erfassungs- nummer | Ausweisungsart | Bild           |
| -------------------------------------- | ------------ | ------------ | ------------------ | -------------- | -------------- |
| (Karte)                                | Park         |              | 094 97591          | Baudenkmal     | BW             |
| Dorfplatz (Karte)                      | Gedenkstein  |              | 094 98532          | Baudenkmal     | BW             |
| Dorfplatz (Karte)                      | Kirche       |              | 094 98533          | Baudenkmal     | Weitere Bilder |
| Dorfplatz (Karte)                      | Wegweiser    |              | 094 21241          | Baudenkmal     | BW             |
| Dorfplatz 3 (Karte)                    | Pfarrhof     |              | 094 98534          | Baudenkmal     | BW             |
| Zum Tempelberg (Karte)                 | Hirtenhaus   |              | 094 98535          | Baudenkmal     | BW             |
| Kiefernstraße 9, gegenüber (Karte)     |              |              |                    | Kleindenkmal   | BW             |
| Stakenbergweg auf dem Friedhof (Karte) | Gedenkstätte |              | 094 98536          | Baudenkmal     | BW             |

### Zienau
| Lage                                              | Bezeichnung | Beschreibung | Erfassungs- nummer | Ausweisungsart | Bild           |
| ------------------------------------------------- | ----------- | ------------ | ------------------ | -------------- | -------------- |
| Dorfstraße auf dem Friedhof, Nordwestecke (Karte) | Sühnekreuz  |              | 094 97282          | Kleindenkmal   | Weitere Bilder |

### Ziepel
| Lage               | Bezeichnung    | Beschreibung | Erfassungs- nummer | Ausweisungsart | Bild |
| ------------------ | -------------- | ------------ | ------------------ | -------------- | ---- |
| Dorfstraße (Karte) | Kriegerdenkmal |              | 094 97283          | Baudenkmal     | BW   |

## Ehemalige Kulturdenkmale nach Ortsteilen
Die nachfolgenden Objekte waren ursprünglich ebenfalls denkmalgeschützt oder wurden in der Literatur als Kulturdenkmale geführt. Die Denkmale bestehen heute jedoch nicht mehr, ihre Unterschutzstellung wurde aufgehoben oder sie werden nicht mehr als Denkmale betrachtet.

### Hansestadt Gardelegen
| Lage                            | Bezeichnung | Beschreibung | Erfassungs- nummer | Ausweisungsart | Bild |
| ------------------------------- | ----------- | ------------ | ------------------ | -------------- | ---- |
| Ernst-Thälmann-Straße 6 (Karte) | Fabrik      | Knopffabrik  | 094 85769          | Baudenkmal     | BW   |

### Dannefeld
| Lage                                      | Bezeichnung | Beschreibung | Erfassungs- nummer | Ausweisungsart | Bild |
| ----------------------------------------- | ----------- | --- | ------------------ | -------------- | ---- |
| Alter Hof 6 (auch Bauernstraße 6) (Karte) | Bauernhaus  | Bauernhaus aus dem Jahr 1824, bis auf geringen Rest der Fassade zerstört, 2017 aus dem Denkmalverzeichnis ausgetragen | 094 90241          | Baudenkmal     | BW   |

## Legende
In den Spalten befinden sich folgende Informationen:
- Lage: Nennt den Straßennamen und wenn vorhanden die Hausnummer des Kulturdenkmals. Die Grundsortierung der Liste erfolgt nach dieser Adresse. Der Link „Karte“ führt zu verschiedenen Kartendarstellungen und nennt die geographischen Koordinaten.
Link zu einem Kartenansichtstool, um Koordinaten zu setzen. In der Kartenansicht sind Baudenkmale ohne Koordinaten mit einem roten bzw. orangen Marker dargestellt und können in der Karte gesetzt werden. Baudenkmale ohne Bild sind mit einem blauen bzw. roten Marker gekennzeichnet, Baudenkmale mit Bild mit einem grünen bzw. orangen Marker.
- Offizielle Bezeichnung: Nennt den Namen, die Bezeichnung oder zumindest die Art des Kulturdenkmals und verlinkt, soweit vorhanden, auf den Artikel zum Objekt.
- Beschreibung: Nennt bauliche und geschichtliche Einzelheiten des Kulturdenkmals, vorzugsweise die Denkmaleigenschaften.
- Erfassungsnummer: Für jedes Kulturdenkmal wird in Sachsen-Anhalt eine 20stellige Erfassungsnummer vergeben. Die letzten zwölf Ziffern werden für die Untergliederung nach Teilobjekten genutzt und werden nur angegeben, soweit vergeben. In dieser Spalte kann sich folgendes Icon  befinden, dies führt zu Angaben zu diesem Baudenkmal bei Wikidata.
- Ausweisungsart: Die Einordnung des Denkmales nach § 2 Abs. 2 DenkmSchG LSA
- Bild: Ein Bild des Denkmales, und gegebenenfalls einen Link zu weiteren Fotos des Kulturdenkmals im Medienarchiv Wikimedia Commons. Wenn man auf das Kamerasymbol klickt, können Fotos zu Kulturdenkmalen aus dieser Liste hochgeladen werden: